# Баал (демон)
Баал или Ваал е един от седемте демона на Ада. Той е често споменаван в Стария завет като основен езически идол на финикийците и се свързва с езическата богиня Астарта.
Етимологията на името означава „господар“, и се отнася към броя /богове, респективно демони/ им седем (7) в/от западносемитската митология.
При археологическите разкопки в Рас-Шамра и Ебла са открити древни клинописни текстове на глинени плочки, въз основа на които се обосновава съждението, че в древносирийския пантеон, Баал се отнася или обозначава най-високопоставения дявол или самия Сатана.
Въз основа на библейски и исторически източници се съди, че при моавците Баал преминава в идола Нубал. Християнската демонология класира Баал като първи и главен цар на Ада, властващ на и над Изтока – по-скоро Леванта отколкото Ориента. Откровението сочи, че под негово командване са шестдесет и шест (66) легиона от демони, колкото е числото на звяра.
В художествената литература и мистиката съществуват множество образи на вааламитите още от времето на Стария завет (Съдии 2:11, 10:10), като често се отнася в различни демонски варианти към или като бога на слънцето, бога на плодородието, Велзевул или „Властелинът на мухите“.
Според някои трактовки е невидим демон, а според други източници може да накара хората попаднали под неговата власт да говорят мъдро, а гласеца му е дрезгав и носи пепел в джоба си. За и в разлика от древния си семитски предшественик който е представян като мъж или бик, демонът Ваал вече традиционно се появява под формата на човек, котка, жаба, или в комбинация от тези образи. Понякога има крака на паяк.